# 운천역 (광주)
운천역(Uncheon station, 云泉)은 대한민국 광주광역시 서구 쌍촌동에 있는 광주 도시철도 1호선의 지하철역이다. 이 역의 원래 유상병기역명이 호남대입구였으나, 호남대학교 쌍촌캠퍼스가 광산캠퍼스로 이전해 삭제되었다.

## 연혁
- 2004년 4월 28일 : 광주 도시철도 1호선 개통과 함께 호남대입구역(湖南大入口驛)으로 영업 개시
- 2006년 10월 17일 : 운천(호남대입구)역(雲泉(湖南大入口)驛)으로 역명 변경
- 2015년 4월 22일 : 호남대학교 쌍촌캠퍼스가 광산캠퍼스와 통합됨에 따라 운천역으로 역명 변경
- 2016년 1월 말:부역명 노진구병원 추가
- 20??년:부역명 삭제

## 역 구조
2면 2선의 상대식 승강장을 가진 지하역이다. 승강장에는 스크린도어가 설치되어 있다. 대합실을 통해 반대편 승강장으로 이동이 가능하다.

### 승강장
| 쌍촌 ↑ |
| \| 상  |
| ↓ 상무 |

| 상행 | ● 광주 도시철도 1호선 | 녹동 방면 |
| 하행 | ● 광주 도시철도 1호선 | 평동 방면 |

## 역 주변
- 1번 출구: 상무시장, 광주효광중학교, 용산그린아파트, 광주은행 쌍촌동지점, 새밝교회
- 2번 출구: 운천저수지, 상무중학교, 치평중학교, 명지아파트, 현대산부인과, 광주CBS
- 3번 출구: 5.18기념공원, 광주학생교육문화회관, 무각사, 롯데마트, 메가박스, BTN불교TV 광주지사, KBS광주방송총국
- 4번 출구: 상무고등학교, 광주원음방송, 명지맨션

## 승차량 변동
2006년까지의 양은 홈페이지를 통해 공개된 바는 없다.
| 역 노선 | 승차 인원 | 승차 인원 | 승차 인원 | 승차 인원 | 승차 인원 | 승차 인원 | 승차 인원 | 승차 인원 | 승차 인원 | 승차 인원 | 승차 인원 |
| 역 노선 | 2007년    | 2008년    | 2009년    | 2010년    | 2011년    | 2012년    | 2013년    | 2014년    | 2015년    | 2016년    | 2017년    |
| ------- | --------- | --------- | --------- | --------- | --------- | --------- | --------- | --------- | --------- | --------- | --------- |
| 1호선   | 2681      | 2775      | 2949      | 2936      | 3010      | 3086      | 3150      | 3184      | 3097      | 3120      | 3218      |

## 사진

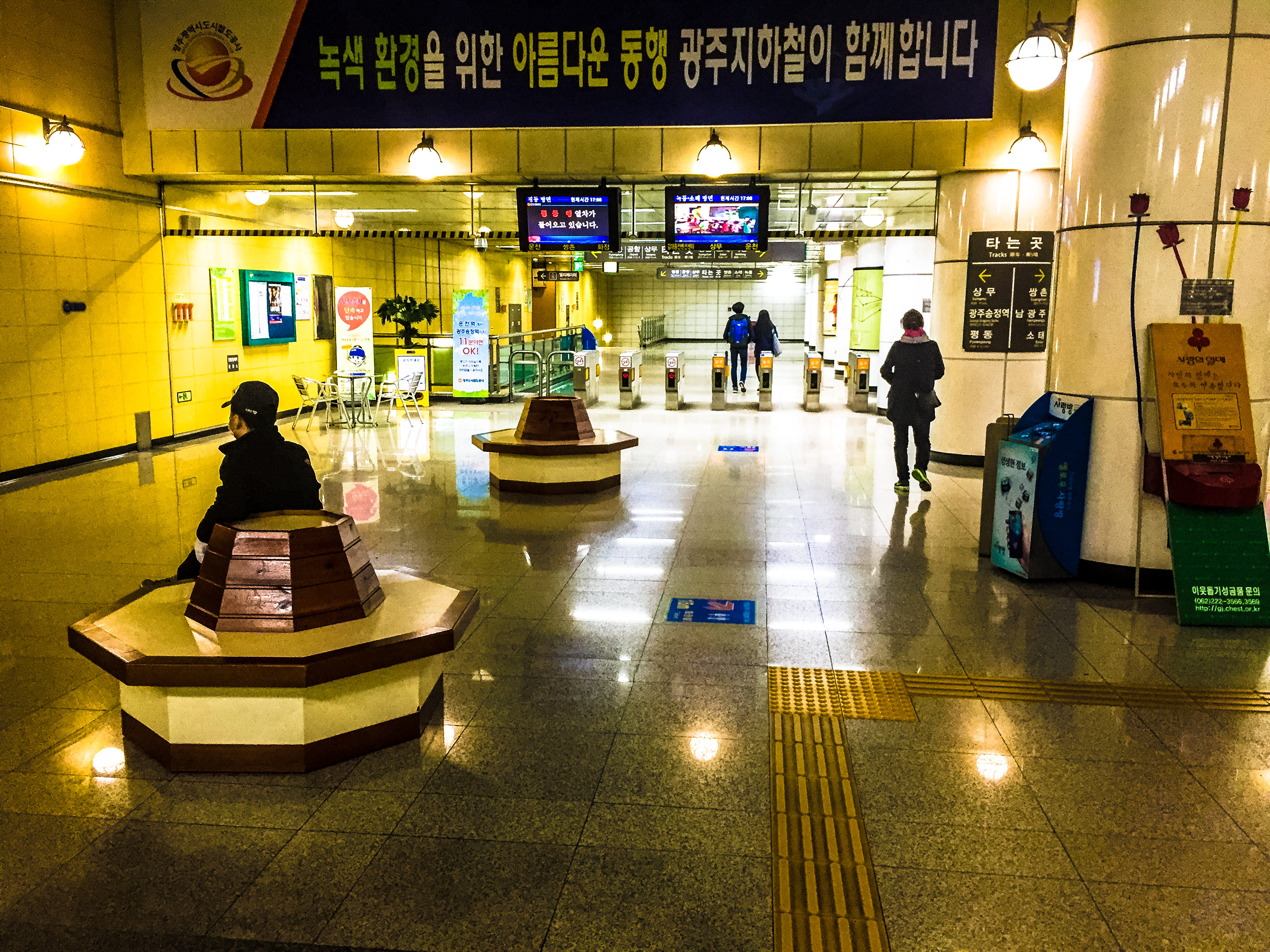
개찰구
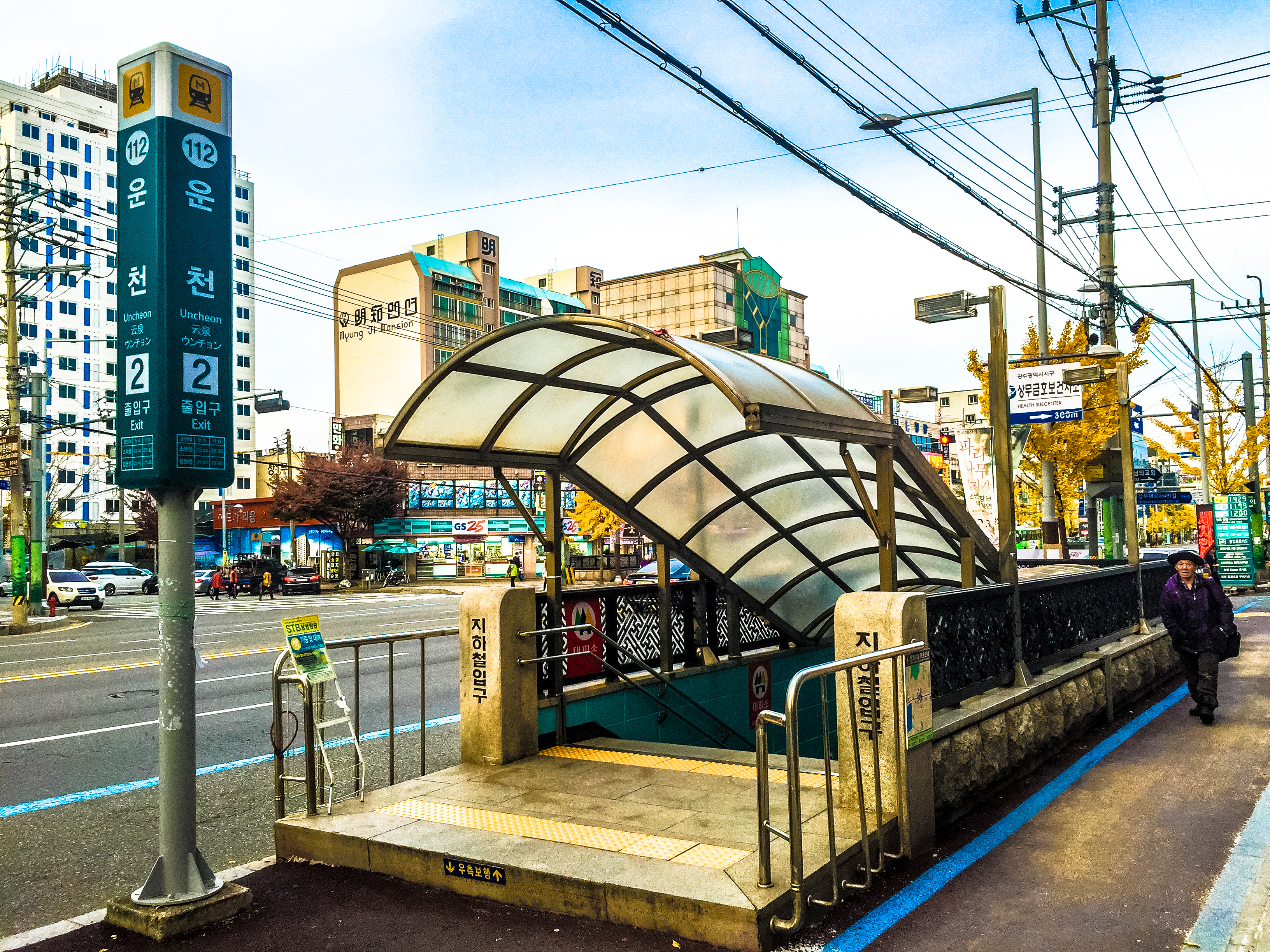
2번 출입구
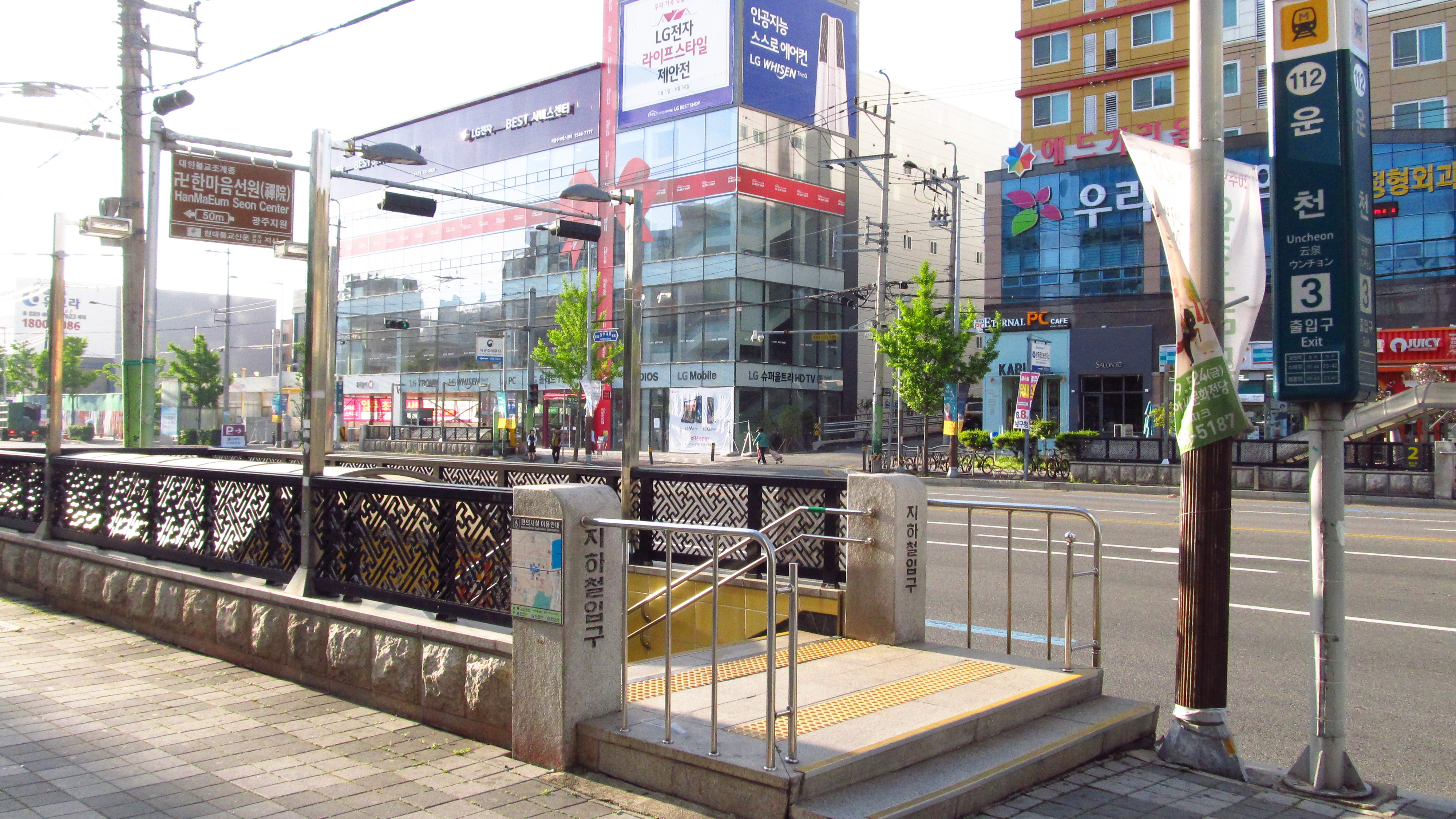
3번 출입구
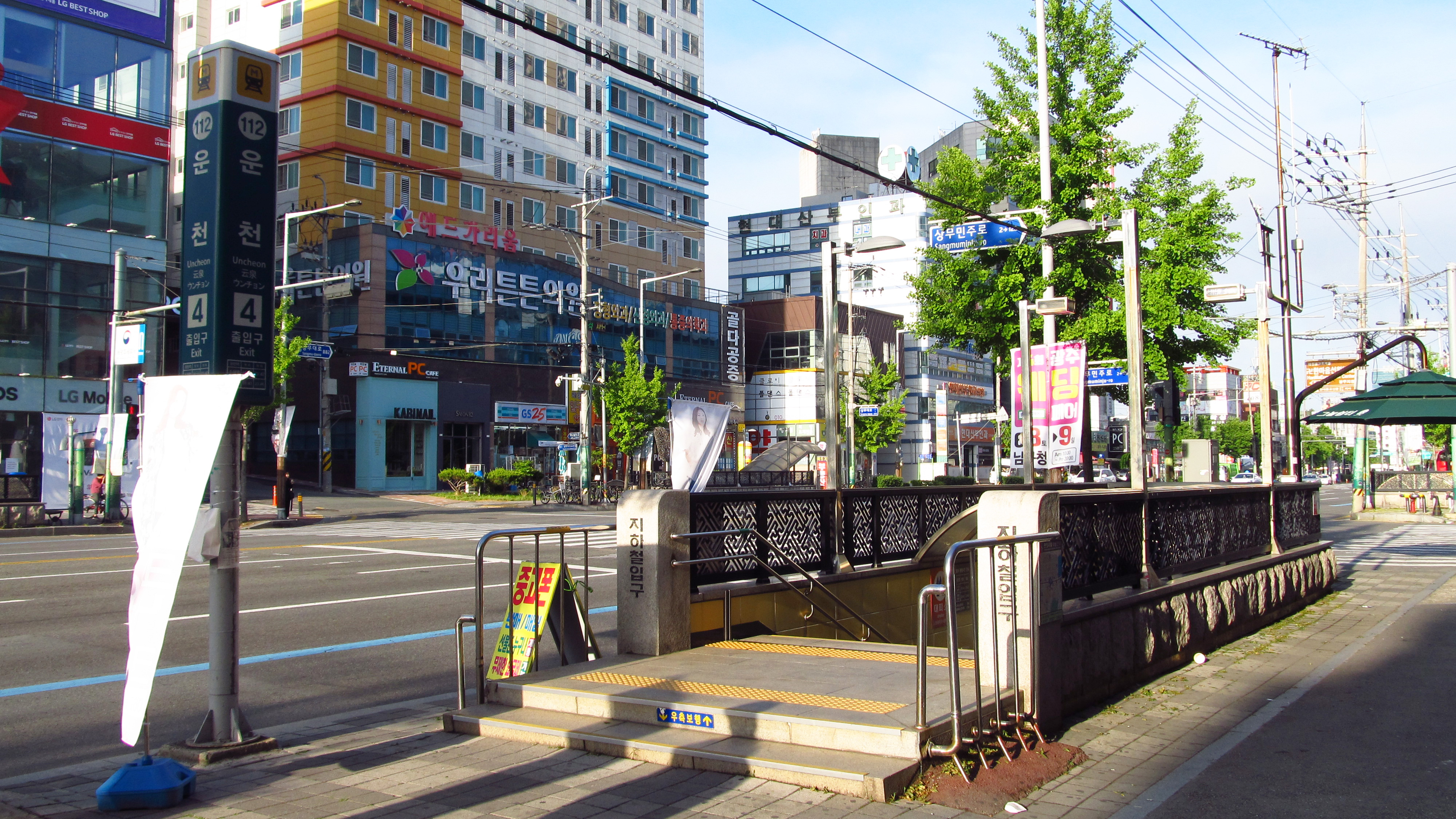
4번 출입구

## 인접한 역
| 광주 도시철도 1호선 | 광주 도시철도 1호선   | 광주 도시철도 1호선 |
| ------------------- | --------------------- | ------------------- |
| 111 쌍촌 녹동 방면  | ● 광주 도시철도 1호선 | 113 상무 평동 방면  |